# خوشاب السفلي (ديمكاران)
خوشاب السفلی (بالفارسية: خوشاب سفلی) هي قرية تقع في إيران في قسم دیمکاران الريفي. يقدر عدد سكانها بـ 631 نسمة بحسب إحصاء 2016.